# 熊清泉
熊 清泉（ゆう せいせん、シオーン・チーンチュエン、1927年12月16日 - 2022年6月20日）は、中華人民共和国の官僚、政治家。湖南省双峰県出身。

## 経歴
1927年12月16日、湖南省双峰県杏子鋪鎮で生まれる。国立師範学院（現在の湖南大学）を卒業。
1949年4月に中国共産党入党。中華人民共和国の創立後、衡山県党委員会弁公室秘書、衡山県党委員会宣伝部長、衡山県党委員会弁公室主任、衡山県党委員会常務委員を歴任した。1954年後に湖南省党委員会農村工作部副処長、湖南省党委員会組織部弁公室主任を担当した。1965年後に湘潭地区党委副書記兼韶山公社書記、韶山地区党委書記を担当した。1971年後に湘潭地区党委副書記兼湘潭市党委副書記、湘潭市党委書記、零陵地区党委副書記を担当した。1980年後に郴州地区党委書記、湖南省党委員会常務委員兼長沙市党委第二書記、長沙市代理市長を担当した。1982年、第12回党大会で党中央候補委員に選出される。1985年7月、湖南省省長に昇格。1987年、第12回党大会で党中央委員に選出される。1988年4月、湖南省党委書記に昇格、同時に省長を辞任した。 
1993年3月、中央に移り、第8期全国人民代表大会常務委員会委員に就任。1998年3月に退任し、政界から引退した。